# Haplochromis eduardianus
Haplochromis eduardianus är en fiskart som först beskrevs av Boulenger, 1914.  Haplochromis eduardianus ingår i släktet Haplochromis och familjen Cichlidae. IUCN kategoriserar arten globalt som livskraftig. Inga underarter finns listade i Catalogue of Life.